# 南極掠食巨口魚
南極掠食巨口鱼（学名：Borostomias antarcticus）为輻鰭魚綱巨口鱼目巨口鱼科的其中一種。分布于南冰洋海域，為深海魚類，棲息深度300-2630公尺，體黑色，體長可達30公分，屬肉食性，以魚類及甲殼類為食。